# 江苏沙钢集团
江苏沙钢集团（Jiangsu Shagang Group Co., Ltd），简称沙钢，位于长江之滨的新兴港口工业城市张家港市，是中国最大的钢铁民营企业，也是中国最大的民营企业，主导生产“沙钢”品牌的宽厚板、热轧卷板、高速线材、大盘卷线材、带肋钢筋等。2011年江苏沙钢以320.97亿美元营业收入位列《财富》世界500强第346位。

## 沙鋼股份
江蘇沙鋼股份有限公司，簡稱江蘇沙鋼股份，以及沙鋼股份（英語：Jiangsu Shagang Company Limited），於2011年3月28日，由已破產的高新张铜股份有限公司更名而來，同年4月8日於深圳證券交易所換取上市而來。
現時業務於中國內地經營黑色金属产品的开发、冶炼、加工及销售，以及自营和代理各类商品和技术的进出口，包括淮鋼特鋼等企業。
現時董事長為季永新。總部位於江苏省张家港经济开发区，現時為江蘇沙鋼集團有限公司旗下上市公司。

## 淮鋼特鋼
江苏沙钢集团淮钢特钢股份有限公司，前稱為清江鋼鐵廠，在1970年成立，主要業務為生產鋼鐵產品，包括宽厚板、热轧卷板、高速线材、大盘卷线材、带肋钢筋等產品。
而在2006年被江蘇沙鋼集團有限公司收購，更名為「江苏沙钢集团淮钢特钢股份有限公司」，也就是由國有企業轉民營企業開始，現任董事長何達平，至於總經理為陸錦祥。
而現時為江蘇沙鋼股份有限公司旗下。

## 永鋼集团
江蘇永鋼集團有限公司，前稱為張家港永聯軋鋼廠，在1984年由南丰镇永联村委会成立，主要業務為生產鋼鐵產品，包括宽厚板、热轧卷板、高速线材、大盘卷线材、带肋钢筋等產品，其主要品牌為「联峰牌」。
而在2007年和2008年被江蘇沙鋼集團有限公司2次收購，也就是由國有企業轉民營企業開始，現任董事長及總經理為吴栋材。